# 旋风炮

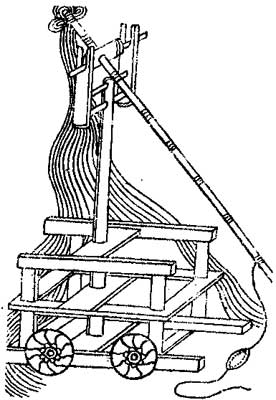
旋风炮结构图

旋风炮是明朝军队装备的一种熱兵器。《明史·兵志》中共记录有21种火炮，旋风炮位列其中第7位。是由正统年担任宁夏总兵的张泰在任职期间（1448－1465年）研制出来的，是一种装在炮架上，可以左右转动方向和上下调整射界以火药为动力的的金属火炮，主要发射爆破弹和石弹，功能与加农炮类似。

另一種旋風砲是中國古代投石機。